# Jastrząbka (Beskid Wyspowy)
Jastrząbka – wzniesienie w Beskidzie Wyspowym, znajdujące się w miejscowości Kamionka Mała. Jest to już wschodni kraniec Beskidu Wyspowego, gdzie zatraca on typowo górski charakter i występują tylko niskie wzniesienia. Jastrząbka znajduje się w grzbiecie pomiędzy dolinami potoków Rozdzielec i Kamionka i jest w tym grzbiecie najwyższa. Wierzchołek i górna część stoków jest zalesiona, dolną część zajmują pola i zabudowania Kamionki Małej.
W czasie I wojny światowej była Jastrząbka polem bitwy. W listopadzie 1914 wojska rosyjskie zajęły te tereny, obsadzając żołnierzami okoliczne wzniesienia o znaczeniu strategicznym. W dniach 8–13 grudnia 1914 wojska austriackie w bardzo zaciętych walkach zdobyły Jastrząbkę. Jej stoki usłane były trupami żołnierzy. Pochowano ich w tymczasowych grobach. W 1915 Austriacy przystąpili do budowy reprezentacyjnego cmentarza, na którym wspólnie pochowano poległych wszystkich trzech walczących tutaj armii: austriackiej, niemieckiej i rosyjskiej: razem 260 żołnierzy.
Cmentarz nie znajduje się na samym szczycie Jastrząbki, lecz poniżej, na jej północnych stokach. Można do niego dojechać stromą i wąską drogą od głównej drogi biegnącej przez Kamionkę Małą. Z odkrytego grzbietu Jastrząbki szeroka panorama widokowa, zarówno na południową stronę, jak i na północną i zachodnią.

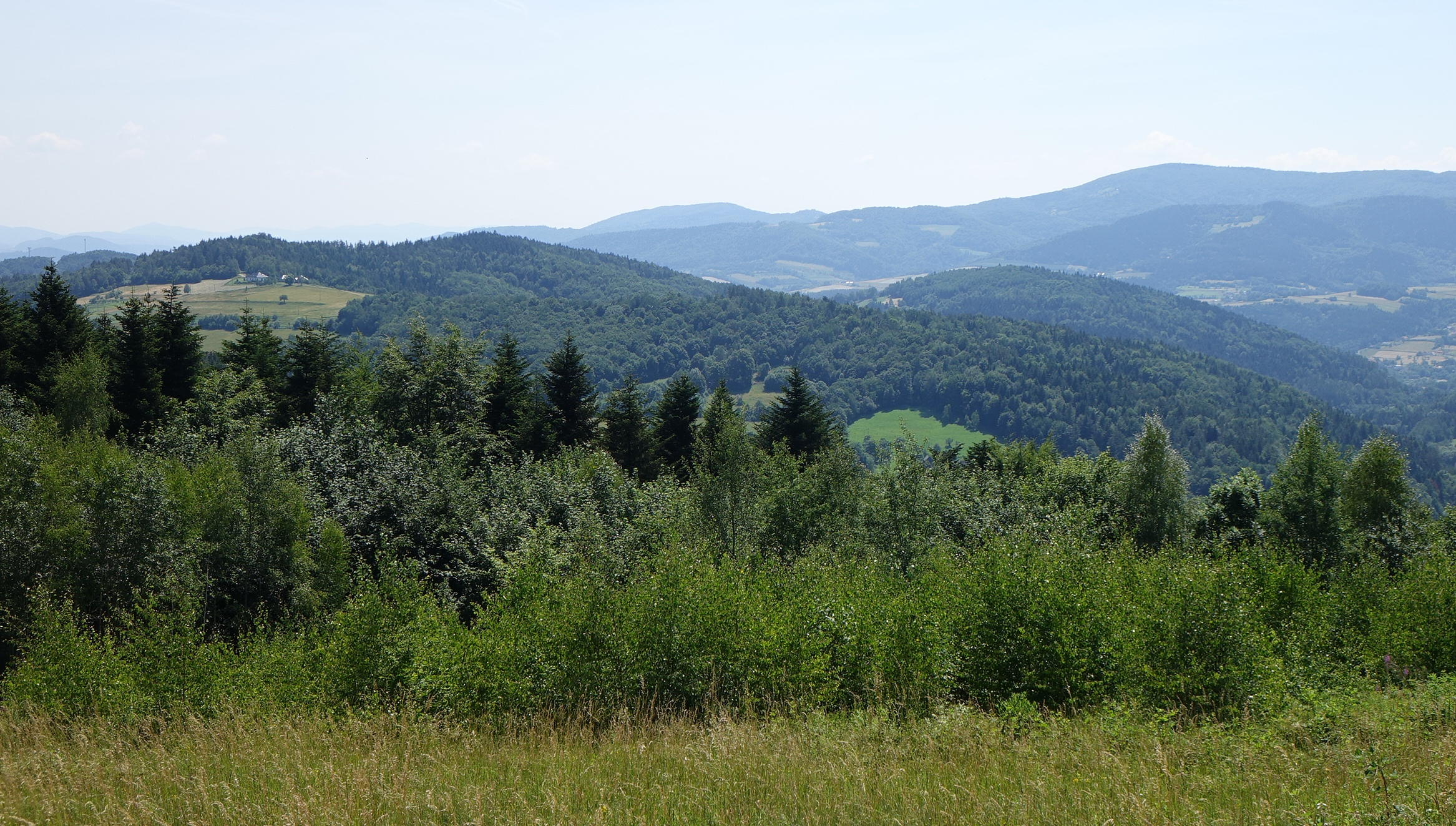
Widok z Rozdziela
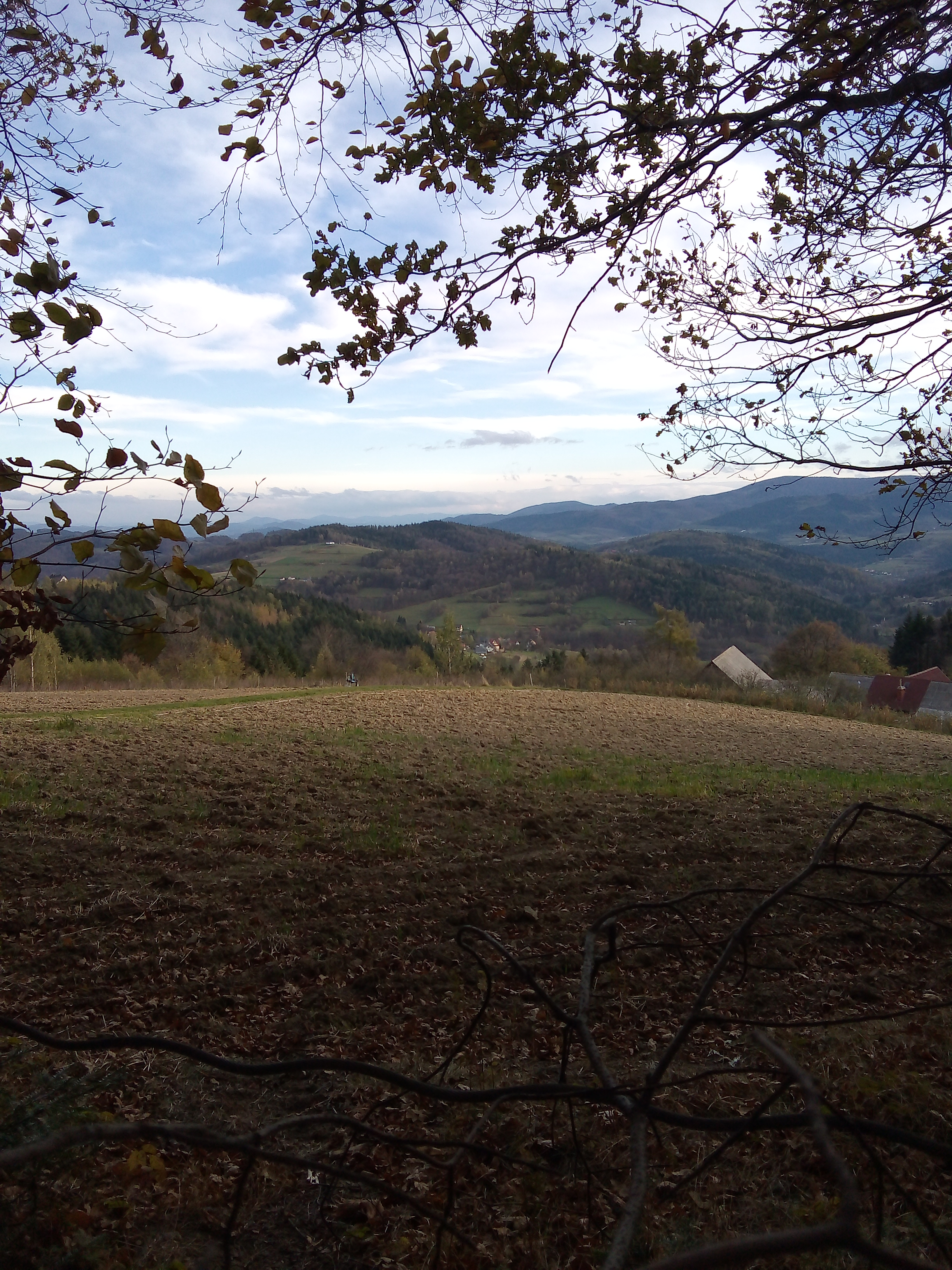
Widok ze stoków Łopusza Środkowego
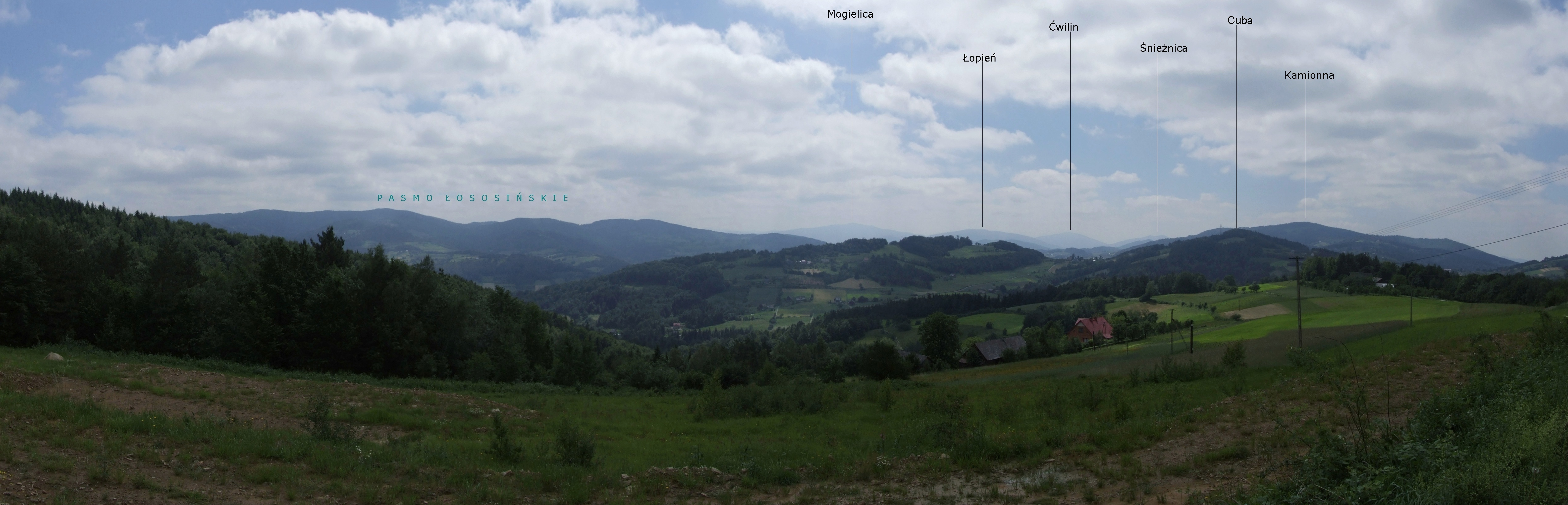
Panorama z Jastrząbki